# TeleGuard
TeleGuard — мессенджер для общения.
Teleguard шифрует все передаваемые данные — сообщения, телефонные звонки и т. д.. Он использует сквозное шифрование Salsa 20. Регулируется швейцарским законодательством о конфиденциальности и GDPR. TeleGuard не попадает под действие законов ЕС / США о защите данных. Компания Swisscows — его разработчик — использует собственные серверы, размещенные в центрах обработки данных в Швейцарских Альпах и не использует облачные и хостинговые услуги других компаний. Приложения Teleguard не обращаются к адресной книге смартфона и сообщения пользователей не сохраняются на серверах компании Swisscows. Они удаляются на сервере после прочтения. Никакие пользовательские данные, включая IP-адрес и т. п., не записываются и не сохраняются на серверах. Приглашение в видео конференцию по средством веб-ссылки без установки приложения.

## История
Компания Swisscows была основана в 2014 году Андреасом Вибе (Andreas Wiebe). В январе 2021 года компания Swisscows запустила мессенджер TeleGuard. Позже компания Swisscows также запустила свой VPN.
Одна из целей компании создать экосистему для безопасности своих пользователей в интернете.
В конце апреля 2022 года вышла бета-версия программы TeleGuard для персональных компьютеров под операционную систему Windows (программа для версий начиная с Windows 8 и выше).

## Финансирование
Программа финансируется за счёт благотворительных взносов.